# Palazzo Rohan
Il palazzo Rohan (in francese Palais Rohan) è un edificio storico di Bordeaux oggi sede del Municipio cittadino. Si trattava in origine del palazzo arcivescovile voluto da Ferdinand Maximilien Mériadec de Rohan.